# It’s All Over
It’s All Over – drugi singel promujący szósty album niemieckiego zespołu Blue System, Déjà Vu. Został wydany 25 listopada 1991 roku przez wytwórnię Hansa International. Jest to ballada wykonana w duecie z Dionne Warwick.

## Lista utworów
7" (Hansa 114 953) (BMG) 25.11.1991
| Nr | Tytuł                         | Długość |
| -- | ----------------------------- | ------- |
| 1. | It’s All Over (Radio Version) | 3:37    |
| 2. | Mrs. Jones                    | 4:05    |

12" (Hansa 614 953) (BMG) 25.11.1991
| Nr | Tytuł                         | Długość |
| -- | ----------------------------- | ------- |
| 1. | It’s All Over (Long Version)  | 5:48    |
| 2. | It’s All Over (Radio Version) | 3:37    |
| 3. | Mrs. Jones                    | 4:05    |
| 4. | It’s All Over (Instrumental)  | 3:37    |

CD (Hansa 664 953) (BMG) 25.11.1991
| Nr | Tytuł                         | Długość |
| -- | ----------------------------- | ------- |
| 1. | It’s All Over (Radio Version) | 3:37    |
| 2. | Mrs. Jones                    | 4:05    |
| 3. | It’s All Over (Long Version)  | 5:48    |
| 4. | It’s All Over (Instrumental)  | 3:37    |

## Lista przebojów (1991)
| Państwo | Najwyższe miejsce |
| ------- | ----------------- |
| Niemcy  | 60                |

## Autorzy
- Muzyka: Dieter Bohlen
- Autor Tekstów: Dieter Bohlen
- Wokalista: Dieter Bohlen i Dionne Warwick
- Producent: Dieter Bohlen
- Aranżacja: Dieter Bohlen
- Współproducent: Luis Rodriguez